# Ekonomisk determinism
Ekonomisk determinism är en socioekonomisk teori, enligt vilken det är ekonomiska faktorer, snarare än tillfälliga idéer som för samhällets utveckling framåt. Benämningen ekonomisk determinism lanserades av den amerikanske historiker Charles A. Beard.

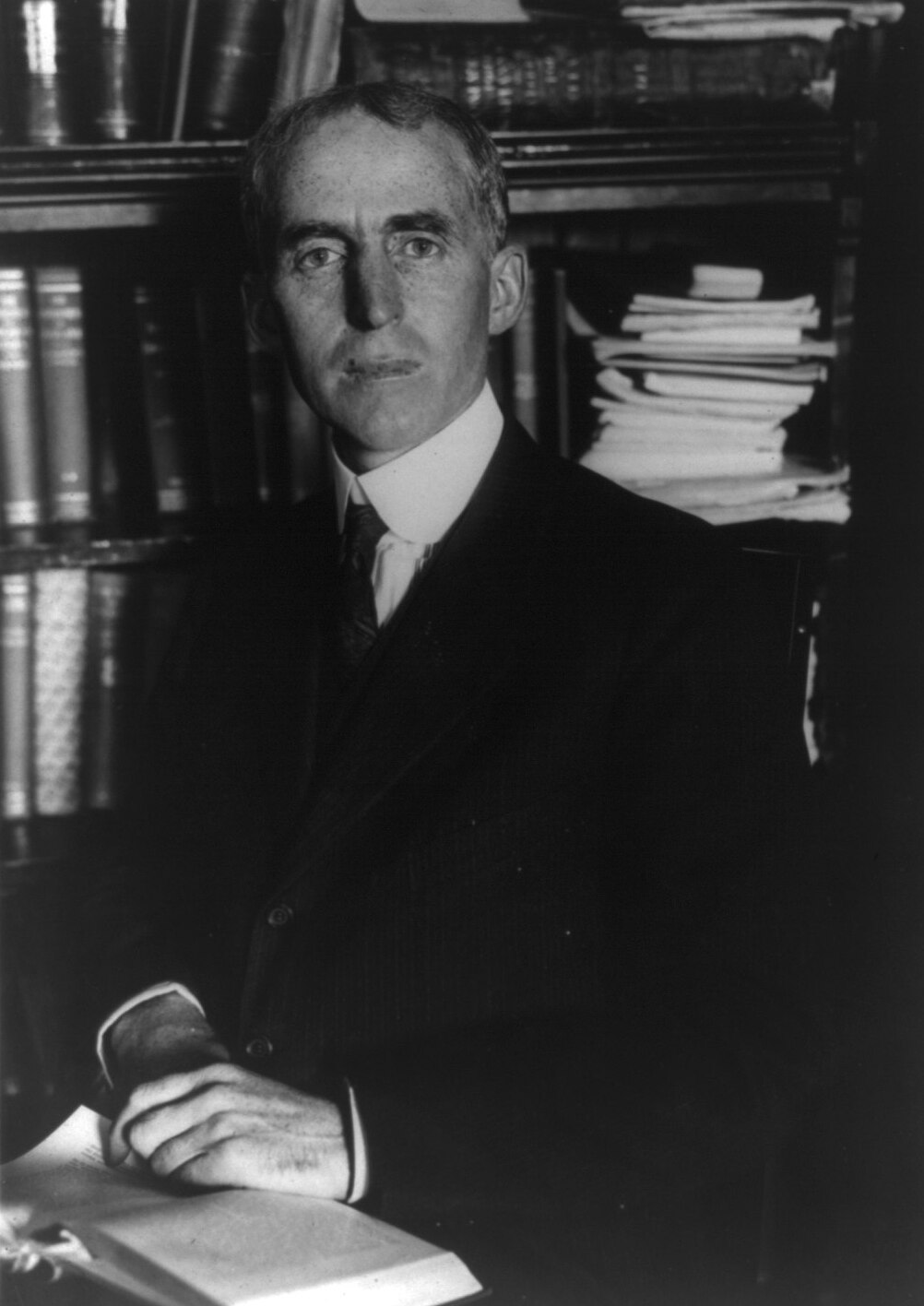
Charles A. Beard.

Den italienske kommunisten och filosofen Antonio Gramsci och bland andra György Lukács och Louis Althusser, har kritiserat den ekonomiska determinismen. Gramsci menade att sociala förändringar inte beror så mycket på ekonomisk utveckling som politiska och ideologiska orsaker.